# Francisco Maria Supico
Francisco Maria Supico (Lousã, 1 de novembro de 1830 — Ponta Delgada (Rosto de Cão), 20 de abril de 1911) foi um farmacêutico que se destacou como investigador da história local e como jornalista e filantropo. Deixou uma vasta colaboração na imprensa regional e nacional e várias monografias, destacando-se um vasto conjunto de crónicas históricas intituladas Escavações, inicialmente publicadas no periódico A Persuasão, mas editadas postumamente em monografia. Pertenceu à maçonaria.

## Biografia
Fez o tirocínio de farmácia em Montemor-o-Velho e em Coimbra. Concluído o tirocínio fez exame prático, em 1851, na Universidade de Coimbra. Transferiu-se em 1852 para a ilha de São Miguel, Açores, fixando-se na cidade de Ponta Delgada, onde residiu o resto da vida, trabalhando como administrador da farmácia do Hospital da Misericórdia de Ponta Delgada.
Provavelmente tendo tido iniciação maçónica em Coimbra, a sua vinda para Ponta Delgada terá sido enquadrada nos objetivos locais da maçonaria, visando dinamizar a imprensa, consolidar o associativismo, desenvolver estudos. Em Ponta Delgada, pertenceu, pelo menos às lojas 17 de Março de 1866 (onde usou o nome simbólico Kossut), 1.º de Janeiro e Companheiros da Paz. Em correspondência do Grande Oriente Lusitano Unido, é identificado como venerável da Loja 1.º de Janeiro e referido por «Poderoso Irmão Francisco Maria Supico, Cavaleiro Rosa Cruz». Como a Loja 1.º de Janeiro praticava o Rito Escocês, Francisco Maria Supico terá atingido, pelo menos, o Grau 18 daquele rito.
Integrou-se facilmente na vida local, formando uma tertúlia com os seus amigos, entre os quais Guilherme Read Cabral, Teófilo Braga e Antero de Quental. Apaixonado pela escrita, a sua atividade foi de grande destaque na imprensa de Ponta Delgada da segunda metade do século XIX, colaborando, fundando e dirigindo vários periódicos publicados na cidade de Ponta Delgada e noutras localidades da ilha de São Miguel e colaborando em diversos jornais de outras ilhas açorianas e de Lisboa.
Foi fundador do quinzenário de literatura moral e religiosa O Templo (1856-1859), de que foi administrador. Foi colaborador e redator efetivo do Estrela Oriental, da Ribeira Grande (1856-1859), um semanário literário, comercial, agrícola e noticioso. Foi diretor do Correio Michaelense (1858), semanário político de que foi redator principal. Foi colaborador do semanário literário Revista Açoriana.  Foi administrador e redator principal do Santelmo (1859-1860), um jornal de ciências, literatura, indústria e notícias. Foi redator de O Cosmorama, jornal literário, científico e recreativo (1865-1868). Foi também redator do periódico Gazeta da Relação, periódico ligado à extinta Relação de Ponta Delgada.
Contudo, as suas melhores contribuições apareceram no jornal político A Persuasão, do qual foi proprietário, editor e redator desde a sua fundação em 1862 até à sua extinção em 1911. Este periódico desempenhou as funções de porta-voz distrital do Partido Regenerador, apesar de ter chegado a demonstrar simpatias republicanas. Nele a vertente de investigador de Francisco Maria Supico está inteiramente demonstrada na rubrica Escavações, onde passou em revista acontecimentos e personalidades, maioritariamente do passado recente da ilha de São Miguel, mas com incursões em outras temáticas. Aquelas crónicas, publicadas entre 5 de junho de 1895 e 19 de abril de 1911, numa secção semanal, constituem uma série longa e diversificada de curtos ensaios históricos sobre temas referentes aos Açores, particularmente à ilha de São Miguel. Como refere na primeira dessas crónicas, elas procuram recordar «factos passados n'esta terra há pouco mais de meio seculo», fundamentados em «raras colecções de nossos antigos jornaes».
As crónicas que constituíram aquela rubrica foram coligidas e publicadas, com a mesma designação, em 3 volumes, em 1995, sendo de importância fundamental para a investigação sobre a história do século XIX da ilha de São Miguel e do arquipélago dos Açores. Aqueles artigos foram publicados acompanhados por um volume de índices, elaborado por José Manuel Motta de Sousa, sob a égide do Instituto Cultural de Ponta Delgada. 
As notícias e documentos compendiados ao longo daqueles três volumes, raramente anteriores ao primeiro quartel do século XIX, configuram um projeto cujo objetivo é a construção da memória local a partir da Guerra Civil Portuguesa (1828-1834), acontecimento a que as ilhas açorianas se encontram fortemente ligadas e que assinalam, simbolicamente, a sua presença na fundação do Portugal Liberal.
Para além das crónicas, o jornal A Persuasão publicava todos os anos o balanço cultural dos Açores, o que por si só constitui um testemunho histórico inestimável sobre a vida cultural daquele tempo no arquipélago.
Outra faceta reveladora do seu interesse pela divulgação da história açoriana foi a inclusão de notícias históricas sobre os três distritos açorianos no Almanach do Archipelago dos Açores, estatistico, historico, recreativo e noticioso, obra de que saíram as edições referentes aos anos de 1864, 1865, 1866 e 1869, cujas edições coordenou. Também se lhe deve a coordenação da primeira edição, em 1876, de parte do texto das Saudades da Terra de Gaspar Frutuoso. Outra obra interessante para a história económica dos Açores é Poucas Linhas Sobre o Tabaco (1864), na qual relata a introdução e o desenvolvimento desta cultura em São Miguel. A obra intitulada Mocidade de Teófilo - Subsídios biobibliográficos para o estudo da obra de Teófilo Braga (com edição póstuma em 1920), é pioneira na divulgação daquele autor.
Também se dedicou á poesia e é autor da letra de vários hinos de associações, com destaque para as filarmónicas, textos em verso que foram musicados por diversos compositores. Parte da sua obra poética destinou-se a ser recitada em eventos de recolha de fundos para fins filantrópicos ou para assinalar aniversários de instituições e eventos similares.
Outra faceta marcante da vida de Francisco Maria Supico é a sua dedicação à filantropia e à vida associativa. Foi fundador ou dirigente de várias instituições de caridade e de recreio, nomeadamente, o Centro Civilizador e Protector das Classes Laboriosas, o Grémio Recreativo, a Liga Micaelense de Instrução Pública, a Sociedade Harmonia de Ponta Delgada, a Sociedade Protectora de Música Vocal, Sociedade Recreativa de Ponta Delgada. Foi sócio correspondente da Sociedade Farmacêutica Lusitana e membro da Sociedade de Geografia de Lisboa.
Também teve participação política relevante, quer na imprensa, incluindo a imprensa partidária, quer no exercício de cargos de militância. Foi adepto do primeiro movimento autonomista, mas seguiu, mesmo assim, a posição oficial do Partido Regenerador, de não apoiar as candidaturas autonomistas do Partido Progressista para as eleições legislativas portuguesas de 1893. Desempenhou as funções de vogal e de Presidente da Junta Geral do Distrito Autónomo de Ponta Delgada (em 1901).
Foi condecorado com grã-cruz da Ordem de Nossa Senhora da Conceição de Vila Viçosa em 1901, distinção que recebeu no contexto da visita régia às ilhas adjacentes feita pelo rei D. Carlos e pela rainha D. Amélia em julho de 1901.

## Obras publicadas
Para além da vasta obra deixada dispersa por múltiplos periódicos, é autor das seguintes obras:
- 1864 — Poucas linhas sobre o tabaco. Ponta Delgada, Typ. da Persuasão.
- 1864 — Almanach do Archipelago dos Açores, estatistico, historico, recreativo e noticioso para 1865, Ponta Delgada, Typ. da Persuasão.
- 1865 — Almanach do Archipelago dos Açores, estatistico, historico, recreativo e noticioso para 1866, Ponta Delgada, Typ. da Persuasão.
- 1866 — Almanach do Archipelago dos Açores, estatistico, historico, recreativo e noticioso para 1867, Ponta Delgada, Typ. da Persuasão.
- 1869 — Almanach do Archipelago dos Açores, estatistico, historico, recreativo e noticioso para 1868, Ponta Delgada, Typ. Chronica dos Açores.
- 1876 — Saudades da Terra: História genealogica de Sam Miguel. Ponta Delgada, Typ. do Amigo do Povo (editor literário, conjuntamente com José Pedro Cardoso).
- 1920 — Mocidade de Theophilo: subsídios bio-bibliographicos para o estudo da obra de Theophilo Braga. Lisboa, Instituto Theophileano.
- 1995 — As "Escavações" de Francisco Maria Supico. Ponta Delgada, Instituto Cultural de Ponta Delgada, 3 volumes.
- — Almeida Garrett: a propósito da celebração do primeiro centenário do seu nascimento. S.l., s.e..